# Orcoyen
Orcoyen (baszkul: Orkoien) település Spanyolországban, Navarra autonóm közösségben. Orcoyen Pamplona, Olza, Iza és Berrioplano községekkel határos. Lakosainak száma 4097 fő (2024).

## Népesség
A település népessége az elmúlt években az alábbi módon változott:
| Lakosok száma | 1327 | 1885 | 2508 | 3320 | 3696 | 3743 | 3910 | 4057 | 4095 | 4097 |
|               | 2001 | 2004 | 2007 | 2009 | 2012 | 2014 | 2017 | 2019 | 2022 | 2024 |